# Veljko Batrović
Veljko Batrović (czarn. Вељко Батровић, ur. 5 marca 1994 w Radanovići) – czarnogórski piłkarz występujący na pozycji pomocnika lub napastnika w klubie FK Mornar Bar .

## Kariera klubowa
Wychowanek klubu FK Zeta. Następnie trenował w szkółce piłkarskiej FK Bubamara z Podgoricy. W 2009 roku odbył trwające tydzień testy w Arsenal FC, jednak z powodów proceduralnych nie pozostał w klubie. Latem 2010 roku przeniósł się do akademii FK Partizan. Z powodu nieuiszczenia ekwiwalentu za wyszkolenie nie mógł on zostać oficjalnie zarejestrowany jako gracz Partizana i brać udziału w żadnych rozgrywkach. W lutym 2011 roku opuścił zespół i powrócił do FK Zeta, gdzie występował w zespole młodzieżowym, a także zaliczył debiut w 1. CFL w wygranym 2:1 spotkaniu z FK Lovćen.
W styczniu 2012 roku Batrović podpisał trzyipółletni kontrakt z Widzewem Łódź, prowadzonym przez Radosława Mroczkowskiego. W Ekstraklasie zadebiutował 31 marca 2012 w meczu przeciwko Ruchowi Chorzów, zakończonym porażką 1:2. Z powodu licznych urazów i kontuzji oraz związanej z nimi rehabilitacji przez kolejne 1,5 roku rozegrał zaledwie 7 ligowych spotkań. Od sezonu 2013/14 rozpoczął regularne występy w podstawowym składzie. Na zakończenie rozgrywek zmagający się z problemami finansowymi Widzew spadł do I ligi, natomiast rok później został relegowany do II ligi. Wkrótce po tym ogłoszono upadłość klubu, w następstwie czego umowa Batrovicia została rozwiązana.
W lipcu 2015 roku związał się trzyletnim kontraktem ze słoweńskim klubem NK Zavrč. 7 sierpnia 2015 po raz pierwszy wystąpił w 1. SNL w przegranym 0:1 meczu przeciwko NK Krka. W sezonie 2015/16 był on zawodnikiem podstawowego składu i zaliczył 25 gier, w których strzelił 6 bramek. Na zakończenie rozgrywek NK Zavrč rozegrał baraż o pozostanie w słoweńskiej ekstraklasie, w którym pokonał w dwumeczu NK Aluminij. Latem 2016 roku Batrović odszedł do NK Domžale, które po odejściu Matica Črnica poszukiwało ofensywnego pomocnika. W sezonie 2016/17 rozegrał 10 ligowych spotkań i wywalczył Puchar Słowenii, po czym rozwiązał umowę za porozumieniem stron. W listopadzie 2017 został zawodnikiem NK Krško, gdzie zaliczył 4 występy w 1. SNL. W styczniu 2018 przeszedł do SFK Etyr Wielkie Tyrnowo. 17 lutego 2018 zadebiutował w A PFG w spotkaniu z Septemwri Sofia (3:3), w którym zdobył bramkę.

## Kariera reprezentacyjna
Występował w młodzieżowych reprezentacjach Czarnogóry w kategoriach U-17 oraz U-21.

## Życie prywatne
Jest synem piłkarza Zorana Batrovicia, który grał m.in. w Deportivo La Coruña i FK Partizan oraz zaliczył jeden występ w reprezentacji Jugosławii.

## Sukcesy
NK Domžale
- Puchar Słowenii: 2016/17